# Phaeoseptoriella
Phaeoseptoriella is een monotypisch geslacht van schimmels behorend tot de familie Phaeosphaeriaceae. Het bevat alleen Phaeoseptoriella zeae.